# Михайловка (Уфимський район)
Миха́йловка (рос. Михайловка, башк. Михайловка) — село у складі Уфимського району Башкортостану, Росія. Адміністративний центр Михайловської сільської ради.
Населення — 5384 особи (2010; 4336 2002).
Національний склад:
- росіяни — 48 %
- татари — 33 %